# Talbotiella
Genre
Classification phylogénétique
Talbotiella est un genre de plantes à fleurs dicotylédones de la famille des Fabaceae (légumineuses), sous-famille des Caesalpinioideae, originaire d'Afrique équatoriale, qui comprend plusieurs espèces acceptées.
Ce sont des arbres poussant dans les forêts marécageuses littorales ou d'eau douce et dans les forêts saisonnièrement sèches, sur sol sableux.
Certaines espèces sont exploités pour leur bois (bois d'œuvre ou charbon de bois), cependant toutes les espèces du genre sont rares ou menacées d'extinction, en particulier Talbotiella gentii qui est inscrite dans la liste rouge de l'UICN comme en danger critique d’extinction.

## Liste d'espèces
Le genre Talbotiella contient plusieurs espèces :
- Talbotiella batesii Baker f.
- Talbotiella cheekii Burgt
- Talbotiella eketensis Baker f.
- Talbotiella gentii Hutch. & Greenway
- Talbotiella korupensis Mackinder & Wieringa